# Joaquim Poll i Beyres
Joaquim Poll i Beyres (Cassà de la Selva, 22 de maig del 1927 - L'Estartit, 6 de maig del 2018) va ser un músic i compositor català. Tocà amb diverses cobles-orquestra, on va ser instrumentista de fiscorn i trombó (a la cobla) i piano, violí, acordió i trombó de vares (a l'orquestra).

## Biografia
Estudià amb mossèn Gabriel Garcia, organista de Cassà i amb Francesc Civil. Feu la carrera de piano al conservatori del Liceu, amb els mestres Vallribera i Muset. Als 17 anys començà a tocar el piano en orquestres, alhora que estudiava el fiscorn amb Pere Arpa; posteriorment també aprengué a tocar el trombó de vares amb Josep Albertí.
Després de dos anys de tocar a l'orquestra Florida (1944), amb alguns companys constituí la cobla-orquestra Casablanca (1945), d'on en fou fiscornaire en la formació de cobla i vocalista -amb el nom Beyres- en la d'orquestra; tocà a la cobla-orquestra Juventud Artística de Vidreres (1946) i a la Principal de Cassà de la Selva (pianista, fiscorn, n'esdevingué director). Tocà després a l'Orquestra Maravella (d'on fou fiscornaire, intèrpret de trombó de pistons en cobla, i pianista, violinista i trombonista de vares com a orquestra) i hi passà cinc temporades, fins al 1953-1954. Als anys 50 també fou professor de la cassanenca "Acadèmia de música Albéniz", que havia creat i dirigia Joan Guillaume i on tingué de companys els professors Pere Mercader, Núria Dalmau i Miquel Milla i Batlle. Pels voltants de 1954 s'establí a l'Estartit, on es dedicà a un restaurant familiar, en el qual tocava en el petit conjunt que formà amb els seus dos fills.
Cantà breument amb el grup d'havaneres Cantaires de Montgrí i, en els seus darrers anys, acompanyà al piano i dirigí la coral Els Passerells del Bell Racó, de la Llar de Jubilats de l'Estartit.
Com a compositor fou autor de diverses sardanes, estrenades entre els anys 1949 i 1952

## Sardanes
Selecció
- Abrandament, o també Cardedeu (1948), enregistrada[disc 1]
- Dos cors
- En Sidru barber
- L'encís del jovent, enregistrada per La Principal de la Bisbal
- Les Escaldes, enregistrada[disc 2]
- La menuda canta (1950)
- Pressentiment (1949)
- Records de Treumal (1949), enregistrada[disc 3]

### Enregistraments
1. ↑  Cobla Montgrins. Sardanes a Cardedeu 1933-2001.  Barcelona: DiscMedi, 2001. DM-109202. Comprèn la sardana Cardedeu
2. ↑  La sardana Les Escaldes s'ha editat dues vegades amb la Cobla Maravella (Orpheo OPE-2023 i SAEF SF-2014) i una vegada amb la Cobla Girona. Valls d'Andorra. Sardanes i ballets.  Barcelona: Regal, 1960. SEDL 19.252.
3. ↑  La Principal de Cassà. Ressons de segle.  Cassà de la Selva: Ajuntament de Cassà de la Selva, 2010. ref. 44.1 10076 CD. Comprèn la sardana Records de Treumal